# Tiger Town
A Força da Esperança é um filme para a televisão, produzido pelo Disney Channel, em 1983. Esse filme foi a primeira produção do canal e é estrelado por Roy Scheider e Justin Henry.
Conta a história de um garotinho de onze anos que começa a achar que sua presença nos jogos de um time de beisebol, nem que tivesse que faltar à escola, faria com que eles se tornassem campeões.